# 부구중학교
부구중학교(富邱中學校)는 대한민국 경상북도 울진군 북면 부구리에 있는 공립 중학교이다.

## 학교 연혁
- 1967년 9월 4일 : 부구중학교 설립기성회 조직인가
- 1968년 3월 7일 : 죽변중학교 부구분교 개교
- 1969년 11월 17일 : 부구중학교 독립인가
- 1970년 3월 1일 : 초대 김동익 교장 취임
- 1971년 2월 3일 : 제1회 졸업식 거행
- 1999년 6월 30일 : 체육관 준공
- 2001년 5월 10일 : 급식소 준공
- 2015년 1월 13일 : 부구중 교직원 사택 준공, 급식소 증축 준공
- 2015년 12월 19일 : 운동장 인조 잔디 교체 사업 준공
- 2016년 3월 1일 : 경상북도교육청 명품학교 지정
- 2022년 12월 15일 : 경상북도교육청 지정 학교폭력예방 연구학교 운영
- 2023년 3월 1일 : 제29대 정석만 교장 취임
- 2024년 2월 7일 : 제54회 졸업식 거행(졸업생누계 5,356명)
- 2024년 3월 4일 : 2024학년도 입학식(남 18명, 여 27명)

## 참고 자료
- 부구중학교 - 한국교육학술정보원 학교알리미